# Scotia
Pour les articles homonymes, voir Scotia (homonymie).
 (janvier 2009).
Si vous disposez d'ouvrages ou d'articles de référence ou si vous connaissez des sites web de qualité traitant du thème abordé ici, merci de compléter l'article en donnant les références utiles à sa vérifiabilité et en les liant à la section « Notes et références ».

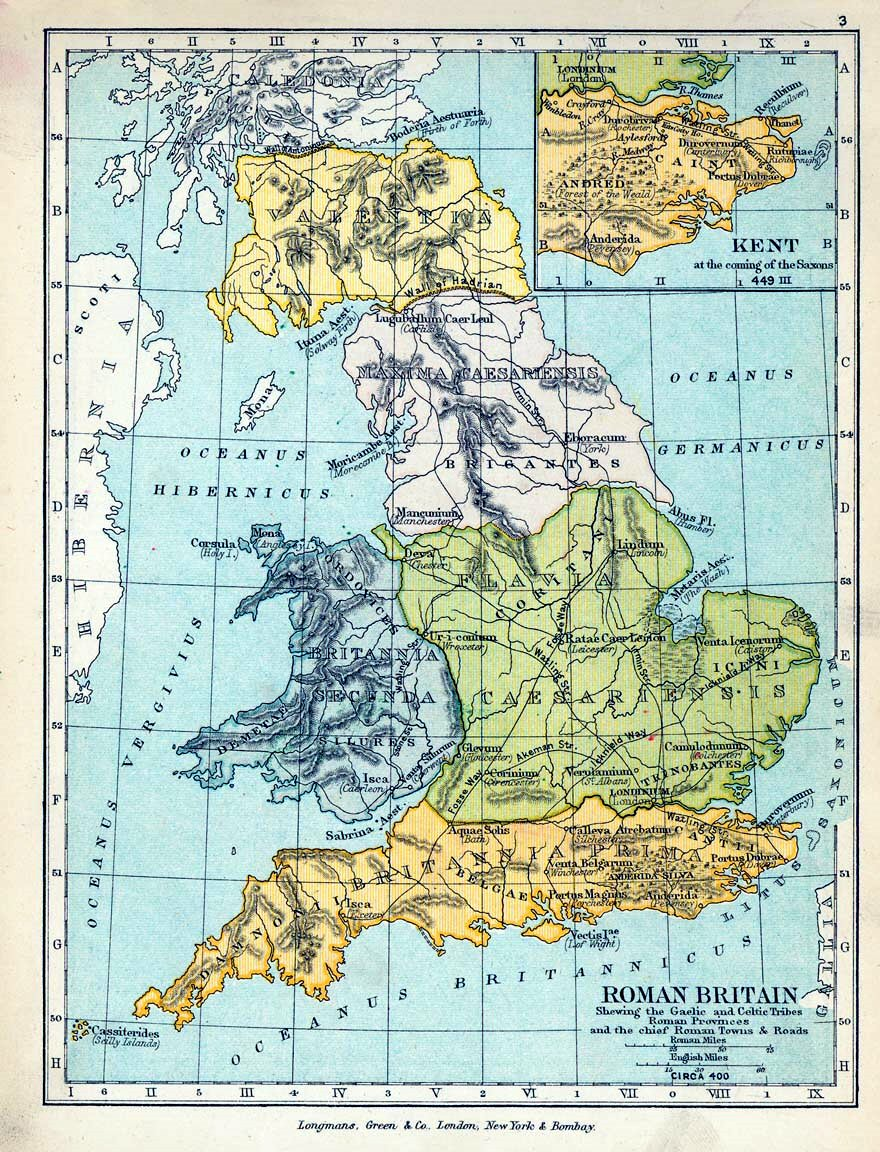
Carte de la Bretagne romaine en 400, quand les Romains appelaient l'Irlande "Hibernia".

Scotia était à l'origine le nom latin désignant l'Irlande (également connue des Romains sous celui d'Hibernia). Cependant, au Moyen Âge, il devint celui se référant à l'Écosse, car beaucoup des Scotii irlandais colonisèrent cette zone que les Romains nommaient Caledonia. En français, les mots « Écosse » et « Écossais » sont donc dérivés de l'ancien français escot, provenant du bas latin scoti. Le mot français est apparu vers 1160, à l'époque des premières tractations entre la France et l'Écosse qui donnèrent naissance à la Auld Alliance. En anglais, le terme Scotland (la « Terre des Scots ») est apparu dès le IXe siècle et s'est imposé depuis. Le nom anglais de la Nouvelle-Écosse est d'ailleurs Nova Scotia. En revanche, cet emprunt au latin n'a pas réussi à s'imposer dans la langue des Gaels, où l'Écosse s'appelle encore aujourd'hui Alba (du grec Ἀλϐίων).
Pour certains lexicographes, l'origine du nom latin scoti est inconnue. Pour d'autres, Scotia est la traduction latine du celtique scot qui aurait donné Scot en irlandais et Sgot (mot archaïque) en gaélique écossais et sceud en breton. Ce mot signifie « ombre » et est apparenté par une racine indo-européenne au grec σκοτια « obscurité ».
Ce mot grec, avec un ω fautif à la place d'un ο, se rencontre dans le prêche de Jésus-Christ « Eγω ειμι το φως του κοσμου.O ακολουθων εμοι ου μη περιπατησει εν τη σκωτια αλλα εξει το φως της ζωης » : « Je suis la lumière du monde ; celui qui me suit ne marchera pas dans les ténèbres, mais il aura la lumière de la vie ».
Avant le début du christianisme, les Romains appelaient l'Irlande « Hibernia ». Même si le latin « Scotia » n'apparait qu'à l'époque chrétienne, et qu'une parole christique a pu favoriser le choix d'un mot plutôt qu'un autre, le terme a une signification géographique. L'ombre c'est tout aussi bien la nuit, « le pays au-delà du soleil couchant » ou la brume, « le pays d'où vient la pluie ». Or la pluie, en Occident, vient toujours du couchant. « Scotia » a aussi une signification poétique, voire mystique, en opposant le pays des ombres au pays des vivants. C'est ainsi qu'apparait l'Irlande par exemple dans le roman Tristan et Iseut.
D'autres pays ont été désignés ainsi, donnant à la désignation un sens d'orientation tout autant que de mystère. On trouve l'Ombrie qui a été la région étrusque Cispadane, opposée à l’Étrurie mère, avant que ses habitants ne soient chassés dans l'Apennin. Il en a pu être ainsi pour la Scythie, opposée à la Sarmatie.